# Spectre d'anneau
Pour les articles homonymes, voir Spectre.
En mathématiques, le spectre premier d'un anneau commutatif unitaire A désigne l'ensemble des idéaux premiers de A. Cet ensemble est muni d'une topologie (de Zariski) et d'un faisceau d'anneaux commutatifs unitaires qui en font un espace topologique annelé en anneaux locaux. Cet espace est alors appelé un schéma affine et il sert d'espace de base pour la construction des schémas en géométrie algébrique.

## Définition ensembliste
Le spectre d'un anneau commutatif A est l'ensemble de ses idéaux premiers. On le note Spec A.
- Spec ℤ s'identifie à 0 uni avec l'ensemble des nombres premiers positifs (1 n'étant pas premier). Les nombres premiers p correspondent aux idéaux premiers pℤ, et 0 à l'idéal nul.
- Le spectre d'un corps commutatif est réduit à un point. En effet les seuls idéaux d'un corps sont le corps entier et 0.
- Si K est un corps commutatif, Spec K[X] s'identifie à 0 uni avec les polynômes premiers unitaires sur K. Si de surcroît K est algébriquement clos, alors Spec K[X] s'identifie à un point ω (pour l'idéal nul) uni disjointement avec le corps K lui-même.
- Spec ℝ[X] s'identifie à 0 (idéal nul) uni disjointement avec le demi-plan complexe {\displaystyle \{a+ib\in \mathbb {C} \mid b\geq 0\}}. Un réel a correspond à l'idéal premier (X – a)ℝ[X] et un complexe a + ib avec b > 0 correspond à l'idéal premier (X – a – ib)(X – a + ib)ℝ[X].

## Topologie de Zariski

### Définition
À tout idéal I de A, on associe Z(I), qui
est l'ensemble des idéaux premiers de A qui contiennent I.
Remarquons que :
- {\displaystyle \mathrm {Spec} \,A=Z(\{0\})}
- {\displaystyle \varnothing =Z(A)}
- {\displaystyle Z(I)\cup Z(J)=Z(I\cdot J)}
- {\displaystyle Z(\sum _{\alpha }I_{\alpha })=\bigcap _{\alpha }Z(I_{\alpha })}

Les Z(I) forment donc les fermés d'une topologie sur Spec A, que l'on appelle topologie de Zariski.
Pour tout élément f de A, l'ensemble des idéaux premiers de A ne contenant pas f est un ouvert de Zariski dans Spec A (c'est le complémentaire de Z(fA)) noté D(f) ; on appelle parfois ouverts distingués ou ouverts principaux les ouverts de cette forme ; ils constituent une base de la topologie de Zariski sur Spec A.
La topologie de Zariski n'est en général pas séparée, comme le montrent les exemples suivants.

### Exemples
En identifiant Spec ℤ à la réunion de 0 et des nombres premiers positifs, ses fermés de Zariski sont les ensembles finis de nombres premiers (avec bien sûr Spec ℤ et le vide). Ainsi le singleton {0} n'est pas fermé et son adhérence est même égale à Spec ℤ entier ; c'est un point dense. 0 est dans tout voisinage de tout nombre premier, donc aucun nombre premier n'est séparé d'un autre par cette topologie.
De manière analogue, si K est un corps commutatif, alors les fermés de Zariski de Spec K[X] s'identifient aux ensembles finis de polynômes premiers unitaires sur K et au singleton {0}. Le point 0 a les mêmes propriétés topologiques que dans le cas de Spec ℤ.
En particulier quand K est algébriquement clos, Spec K[X] s'identifie à la réunion disjointe de K et d'un point ω correspondant à l'idéal nul. Les fonctions continues de Spec K[X] dans lui-même sont alors différentes de celles des topologies euclidiennes usuelles. Sont par exemple continues toutes les fonctions f fixant ω et dont la restriction à K est ou bien bijective, ou bien polynomiale. En revanche pour K = ℂ, la fonction module f(z) = |z| n'est pas continue (car 1 a une infinité d'antécédents).

### Points particuliers
Un point p de Spec A est dit fermé si le singleton {p} est une partie fermée de Spec A. p est fermé si et seulement si c'est un idéal maximal de A. Si A est non nul, alors Spec A a toujours des points fermés. Mais contrairement à ce qui se passe pour les topologies métriques, tous les points ne sont pas fermés en général. Dans les exemples Spec ℤ et Spec ℝ[X], il existe un idéal premier (l'idéal nul) non maximal.
Puisqu'un point p de Spec A n'est pas nécessairement fermé, on peut considérer son adhérence (i.e. celle du singleton {p}) dans Spec A pour la topologie de Zariski. On dit qu'un point est générique s'il n'appartient à l'adhérence d'aucun autre point. Il est facile de voir qu'un point correspondant à un idéal premier est générique si et seulement si l'idéal premier est minimal (c'est-à-dire ne contenant aucun autre idéal premier). Ainsi, si A est intègre, l'idéal nul est un idéal premier, évidemment minimal, et correspond donc à un point générique de Spec A. C'est aussi l'unique point générique de Spec A. L'adhérence du point générique est l'espace tout entier (c'est un point dense).
Si A n'est pas intègre, il peut y avoir plusieurs points génériques. L'adhérence de chacun de ces points génériques est un fermé de Spec A appelée une composante irréductible de Spec A.
Exemple Si A = ℝ[X, Y]/(XY) (quotient par l'idéal engendré par le polynôme XY). Alors Spec A possède deux points génériques correspondant aux idéaux engendrés par X et par Y. Les composantes irréductibles correspondantes sont homéomorphes à Spec ℝ[Z].

### Séparation et compacité
L'espace Spec A est quasi-compact : de tout recouvrement ouvert {Ui}i de Spec A, on peut extraire un sous-recouvrement fini. En effet, Ui est le complémentaire de Z(Ii) et Z(∑i Ii), qui est l'intersection des Z(Ii), est vide. Donc ∑i Ii = A. Cela implique que l'unité 1 de A appartient à la somme d'un nombre fini d'idéaux Ii. Les ouverts Ui correspondant aux complémentaires de ces Z(Ii) recouvrent Spec A.
Par contre, comme nous l'avons vu plus haut, un point n'est pas nécessairement fermé. Donc Spec A n'a aucune chance d'être un espace séparé en général. Néanmoins Spec A possède la propriété T0. De plus, si on interprète la séparation d'un espace topologique X par le fait que la diagonale de X × X (produit cartésien muni de la topologie produit) est fermée, alors Spec A devient séparé dans le monde des schémas à condition que soit défini convenablement le produit (produit fibré) de Spec A par lui-même.

### Applications continues
Soit h : A → B un homomorphisme d'anneaux. Pour tout idéal premier P de B, h−1(P) est un idéal premier de A, ce qui définit une application Spec h : Spec B → Spec A. De plus, l'image réciproque par Spec h de tout fermé de A est un fermé de B car pour tout idéal I de A, (Spec h)−1(Z(I)) = Z((h(I))). Donc Spec h est une application continue.
Exemples
- Si h est la surjection canonique A → A/I correspondant au quotient de A par un idéal I, alors Spec h est une immersion fermée et identifie Spec A/I à Z(I) muni de la topologie induite par celle de Spec A.
- Soit f un élément non nilpotent de A, soit h : A → Af l'homomorphisme de localisation a ↦ a/1. Alors Spec h est une immersion ouverte et identifie Spec Af à l'ouvert principal D(f).
- Pour tout anneau A, il existe un unique homomorphisme d'anneaux ℤ → A. Ce qui donne une application continue Spec A → Spec ℤ. Si A est de caractéristique p positive avec p premier, alors l'image de cette application est le point pℤ.

## Faisceau structural, schéma affine

### Définition
Soit X l'espace topologique Spec A. À isomorphisme près, il existe un unique faisceau d'anneaux commutatifs OX sur X dont l'anneau des sections sur tout ouvert de la forme D(f) (pour f ∈ A) s'identifie à l'anneau localisé Af. Pour tout idéal premier p de A, l'anneau des germes de fonctions régulières en p (vu comme un point de X) s'identifie au localisé de A en p.
La donnée de l'espace topologique X et du faisceau d'anneaux OX constitue un espace topologique annelé ; par définition, c'est un schéma affine. Le faisceau OX est appelé le faisceau structural de X.
Si U est un ouvert de X, les sections sur U du faisceau structural sont appelées par abus de langage des fonctions régulières sur U.
La définition d'un schéma affine est quasiment identique à celle de variété affine. La différence est que le schéma autorise les idéaux premiers non maximaux dans le spectre (notamment l'idéal nul). Ces idéaux correspondent aux points génériques non fermés ; un schéma affine peut donc se voir comme une variété algébrique affine avec des points non fermés en plus.

### Exemples
Décrivons le faisceau structural de Spec ℤ. L'anneau au-dessus de Spec ℤ est ℤ, la fibre en l'idéal nul est ℚ et l'anneau au-dessus du vide est l'anneau trivial. En identifiant Spec ℤ à la réunion de 0 et des nombres premiers positifs, un ouvert de Spec ℤ est le complémentaire d'un ensemble fini de nombres premiers (avec bien sûr Spec ℤ et le vide). On prend donc un ouvert U = Spec ℤ \ {p1, …, pn}. L'anneau au-dessus de U est ℤ[1/p1, …, 1/pn] ⊂ ℚ, les nombres rationnels dont le dénominateur n'a que les pi comme facteurs premiers.